# Luiz França (mestre de jiu-jitsu)
Luiz França Filho foi um artista marcial brasileiro e um dos fundadores do jiu-jitsu brasileiro. Aprendeu Judô/Jiu-jitsu, com três mestres japoneses: Soishiro Satake e Mitsuyo Maeda (ex-alunos da Kodokan do mestre Jigoro Kano) e Geo Omori.

## Biografia
Em 1916, iniciou seu treinamento de "Judô Kodokan"  com Soishiro Satake no Atlético Rio Negro Clube em Manaus. Permaneceu nesta cidade por um ano até mudar-se para Belém. Na academia de Mitsuyo Maeda em Belém, foi companheiro de turma de Donato Pires, Jacinto Ferro, Carlos Gracie e outros.
Após este período, mudou-se para São Paulo onde concluiu sua formação com Geo Omori  (que, em 1924, enfrentou Carlos Gracie num combate que terminou empatado). 
Terminada sua estadia em São Paulo, estabeleceu-se no subúrbio do Rio de Janeiro, onde transmitiu seu conhecimento a policiais e militares. Seus métodos de ensino são pouco conhecidos. Entretanto, sabe-se que dava grande ênfase ao aspecto da defesa pessoal em sua forma de ensinar. E, que deu oportunidade a moradores de favelas que desejavam aprender em sua academia. Enquanto a família Gracie ensinava a "arte suave" em áreas nobres do Rio de Janeiro, ele ensinava-a em comunidades carentes da cidade.
Seu aluno mais célebre foi Oswaldo Fadda que manteve seu ideal de ensinar jiu-jitsu às classes populares. O esforço deste seu aluno, originou um novo ramo do jiu-jitsu brasileiro.
Linhagem:
Jigoro Kano → Mitsuyo "Conde Koma" Maeda → Luiz França →
Luiz França Filho faleceu em idade avançada no interior do Brasil.[carece de fontes?]